# Ајбеншток
Ајбеншток (њем. Eibenstock) град је у њемачкој савезној држави Саксонија. Једно је од 69 општинских средишта округа Ерцгебирге. Према процјени из 2010. у граду је живјело 6.263 становника. Посједује регионалну шифру (AGS) 14521170.

## Географски и демографски подаци
Ајбеншток се налази у савезној држави Саксонија у округу Ерцгебирге. Град се налази на надморској висини од 650 метара. Површина општине износи 90,4 km². У самом граду је, према процјени из 2010. године, живјело 6.263 становника. Просјечна густина становништва износи 69 становника/km².